# Черкес Хасан-бей
Черке́с Хаса́н-бей (тур. Çerkes Hasan Bey; 1850 — 17/18 июня 1876, Стамбул) — османский военный, шурин султана Абдул-Азиза — брат его четвёртой жены Несрин Кадын-эфенди.
После свержения Абдул-Азиза, его подозрительной смерти и последовавшей за этим смерти Несрин Кадын-эфенди,  Хасан посчитал виновным в случившемся военного министра Хусейна Авни-пашу. В ночь с 15 на 16 июня 1876 года Черкес Хасан ворвался в особняк Мидхата-паши, где праздновали политическую победу участники свержения Абдул-Азиза, и убил двоих визирей, Хусейна Авни и министра иностранных дел Мехмеда Рашида-пашу, а также слугу Мидхата-паши и двоих офицеров, прибывших в особняк, чтобы арестовать нападавшего. Хасан был осуждён и приговорён к смертной казни через повешение. Проведённое в 1881 году расследование показало, что Черкес Хасан действовал один.

## Биография

### Происхождение и жизнь в Стамбуле
Большая часть информации о жизни Черкеса Хасана происходит из источников, описывающих биографию его сестры Несрин Кадын-эфенди. Датой рождения Хасана источники указывают 1850 год, место рождения Хасана — территорию современного Сочи — указывает только мемуарист Харун Ачба в своей книге «Жёны султанов: 1839—1924».
Турецкий историк Недждет Сакаоглу, опираясь на работу Исмаила Хаккы Данишменда «Хронология османской истории» в своей книге «Султанши этого имущества» пишет, что Несрин принадлежала к черкесскому княжескому роду Дзейш: отцом её был Гази Исмаил-бей, помимо неё в семье был по меньшей мере один ребёнок — сын Черкес Хасан-бей. Кроме того, Сакаоглу указывает, что Несрин приходилась племянницей второй жене Абдул-Азиза Хайраныдиль Кадын-эфенди, однако неизвестно по женской или мужской линии. Также Сакаоглу приводит версию, согласно которой Несрин была дальней родственницей Хайраныдиль и Черкеса Хасана. Чагатай Улучай в своей книге «Женщины и дочери султанов» также пишет, что Несрин-ханым Дзейш была дочерью черкесского князя Исмаил-бея и сестрой Черкеса Хасана. Ачба причисляет князей Дзейш к убыхской аристократии, а отцом Черкеса Хасана и Несрин называет князя Исмаил-бея Дзейш-Баракая (1812—1876); помимо этих двух детей в семье был ещё один сын — Осман-паша (1851—1892), служивший адъютантом султана Абдул-Хамида II. Кроме того, по данным Харуна Ачбы, неизвестная по имени тётка Хасана и Несрин по отцу была замужем за капуданом Атешем Мехметом-пашой (ум. 1866); именно в доме этой тётки в Чибали Хасан проживал, находясь на службе в Стамбуле.
Как пишет Харун Ачба, в 1859 году черкесская община, в составе представителей шапсугов Хушт Хасан-бея, натухайцев Гюстанокю Исмаил-бея, абазин Барасби Хаджи Хажбек-бея и убыхов Исмаил-бея Дзейш-Баракая, отправилась в Стамбул, чтобы предоставить османскому султану доказательства угнетения со стороны русских на Кавказе. Абдул-Меджид I, пребывавший тогда на престоле, выделил этим беям большие участки земли и предложил остаться на османской территории. Отец Хасана Исмаил-бей получил землю в Силиври, куда вскоре перевёз свою семью. Некоторое время Исмаил-бей занимал пост губернатора Бююкчекмедже.
В 1864 году Хасан вместе с братом Османом поступил в военно-морскую школу, затем перешёл в её пехотное отделение, где получил звание лейтенанта. После окончания школы дослужился сначала до звания юзбаши (капитана), затем перешёл в султанскую гвардию, где получил звание полковника. После того, как в 1868 году старшая сестра Хасана стала женой султана Абдул-Азиза, сам он получил должность адъютанта старшего сына падишаха малолетнего шехзаде Юсуфа Иззеддина-эфенди.

### Свержение Абдул-Азиза

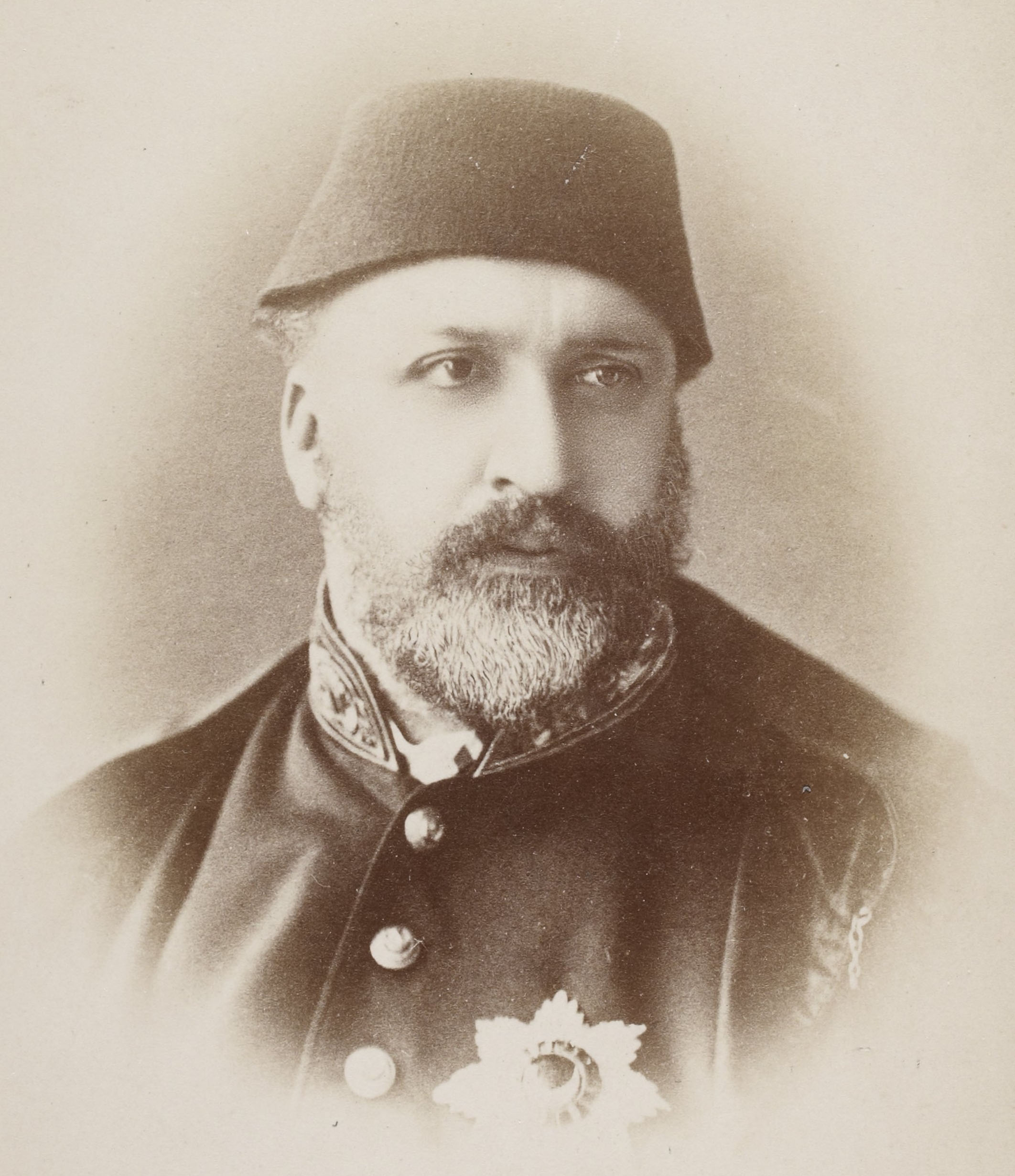
Султан Абдул-Азиз, зять Хасана

К 1876 году недовольство правлением Абдул-Азиза достигло пика и против него созрел заговор. 10 мая 1876 года заговорщики, возглавляли которых бывший и будущий великий визирь Мютерджим Мехмед Рюшди-паша, военный министр Хусейн Авни-паша, шейх-уль-ислам Хасан Хайруллах-эфенди и министр без портфеля Мидхат-паша, начали действовать. 12 мая ими был созван имперский совет, который постановил, что Абдул-Азиз более не способен занимать султанский трон. В ночь с 29 на 30 мая Абдул-Азиз с семьёй оказался заблокирован во дворце Долмабахче и на следующий день вместе с домочадцами был сначала перевезён в старый дворец Топкапы, а затем во дворец Ферие. При этом сестру Хасана Несрин, как и других членов семьи Абдул-Азиза, обыскали и забрали все ценности по приказу нового султана Мурада V и его матери валиде Шевкефзы-султан. Сама Несрин к этому времени была больна и, когда семью Абдул-Азиза рассаживали по лодкам для переправки из Долмабахче, плечи её были укрыты шалью. Однако один из офицеров, охранявших семью свергнутого султана, заподозрил, что Несрин укрывает драгоценности под шалью и отобрал её. В тот день шёл дождь, что в дальнейшем усугубило болезнь Несрин.
4 июня было найдено тело Абдул-Азиза, умершего при загадочных обстоятельствах: официально было объявлено, что свергнутый султан совершил самоубийство, перерезав вены на запястьях. Тело султана было обследовано шестнадцатью турецкими и заграничными медиками; пятнадцать из них подтвердили версию о самоубийстве султана, и только врач посольства Великобритании сделал заключение об убийстве. В связи со случившимся была допрошена главная жена Абдул-Азиза Дюрринев Кадын-эфенди, покои которой располагались над комнатой, где нашли тело бывшего султана, после чего её и других вдов и мать Абдул-Азиза заперли в их покоях. К этому моменту сестра Хасана была настолько больна, что на её выздоровление никто не надеялся. Несрин Кадын-эфенди умерла 11 или 12 июня 1876 года во дворце Ферие.
Несмотря на официальное заключение врачей, ходили упорные слухи, что бывший султан был убит по приказу Мурада V или людей, приведших его к власти. Черкес Хасан был так взбешён убийством своего зятя и обращением, которому подверглась его сестра, что решил убить Хусейна Авни, Мидхата-пашу и других заговорщиков. Как в дальнейшем писал современник Черкеса Хасана Махмуд Джелаледдин-паша (1839—1899), мотивом для нападения послужила именно кровная месть: он не имел никаких личных связей или конфликтов с визирями, а только родство со свергнутым султаном через сестру. Он желал наказать всех виновных в свержении и доведении до самоубийства или виновных в убийстве бывшего султана и его жены, которая, к тому же, по слухам, умерла не от скоротечной болезни, а от последствий аборта, проведённого ей вскоре после смерти Абдул-Азиза.
Хусейн Авни предвидел, что Черкес Хасан может создать проблемы, поэтому отдал приказ о его отправке в Шестую армию, расквартированную в Багдаде. Первоначально Хасан отказался ехать в Багдад, за что был арестован и позднее отпущен в обмен на обещание исполнить приказ военного министра. Вместо сборов в дорогу Черкес Хасан отправился в особняк своей тётки в Чибали, Фатих, где смог обстоятельно вооружиться. Основной целью нападения Черкес Хасан выбрал Хусейна Авни.

### Инцидент 16 июня 1876 года

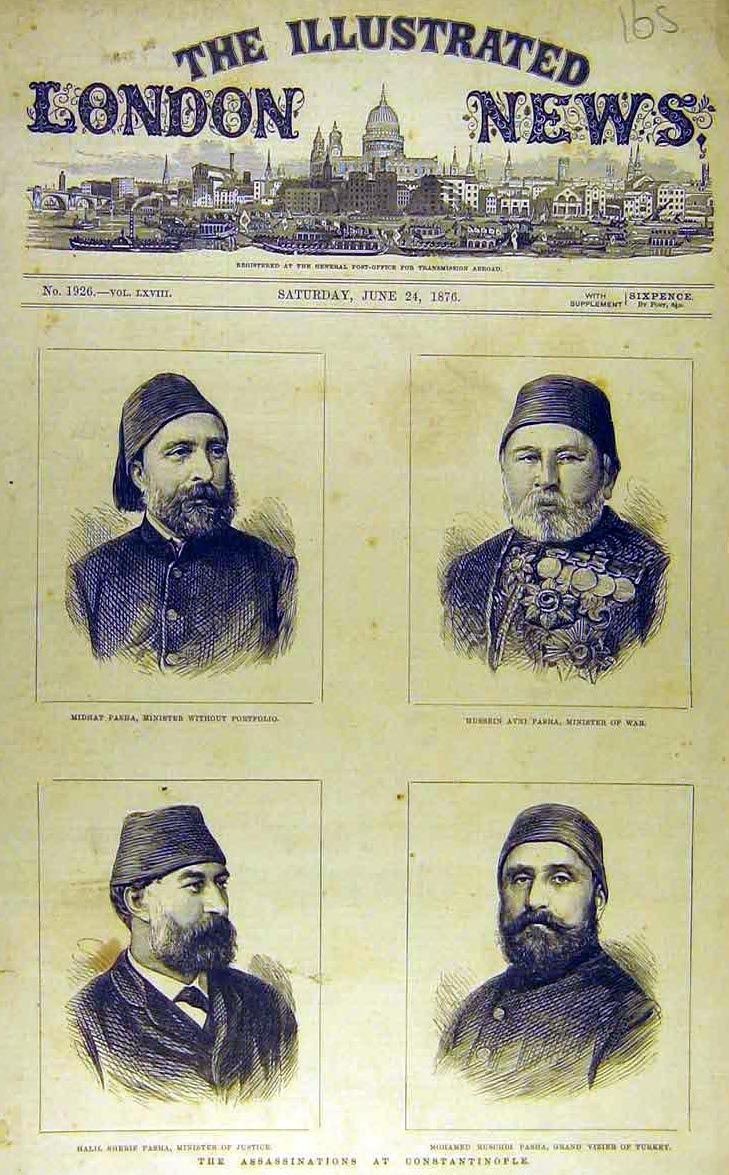
Сообщение в лондонской газете The Illustrated London News от 24 июня 1876 года о происшествии с портретами визирей Мидхата-паши, Хусейна Авни-паши (убит), Халиль Шериф-паша и Мютерджима Мехмеда-паши

Вечером 15 июня 1876 года участники заговора против Абдул-Азиза во главе с военным министром Хусейном Авни-пашой собрались в особняке Мидхата-паши в квартале Баязид, чтобы отпраздновать политическую победу. Помимо Мидхата и Хусейна Авни из высших чинов в особняке присутствовали великий визирь Мютерджим Мехмед Рюшди-паша, министр военно-морского флота Кайсерили Ахмед-паша и министр иностранных дел Мехмед Рашид-паша. Черкес Хасан отправился в особняк вскоре после полуночи, вооружившись шестью револьверами и коротким черкесским кинжалом. Слуга Мидхата-паши по имени Мехмед впустил Хасана в дом, приняв его за стражника, принёсшего вести из султанского дворца.
Черкес Хасан быстрыми шагами поднялся в большой салон, где обедали и обсуждали дела министры, крикнул «Не шевелитесь!» и одновременно выстрелил. Следующими выстрелами он ранил Хусейна Авни в живот и в грудь. Часть присутствовавших бросились в соседнее помещение, где предприняли попытку забаррикадироваться. Несмотря на тяжёлые ранения, Хусейн Авни оставался жив: он упал на диван, где Черкес Хасан собирался добить его, но последнему помешал военно-морской министр Кайсерили Ахмед-паша. Черкес Хасан отбил нападение Кайсерили, ранив его в руку и ухо, после чего повалился на Хусейна Авни и несколько раз ударил его кинжалом в живот, после чего военный министр скончался. В это же время в особняке погас свет, за исключением одного светильника. В последовавшей потасовке выстрелами из пистолета Черкесом Хасаном были убиты министр иностранных дел Мехмед Рашид-паша и слуга Мидхата-паши Ахмед-ага, а также был повторно ранен военно-морской министр Кайсерили Ахмед-паша. Перед смертью Ахмед-ага успел ранить Черкеса Хасана ножом для хлеба. Хасан стал стрелять наугад во все стороны, в то время как министры и слуги пытались укрыться в холле и в другом конце большого салона.
Беспорядочная стрельба вызвала сильный шум, который был слышен даже за пределами ворот особняка. Жандармы и несколько рот регулярной армии среагировали на шум и ворвались во двор особняка. Когда Черкеса Хасана обнаружили, он вступил на лестнице в бой с полицейскими и солдатами, убил двоих офицеров и только после этого был схвачен. Как пишет Харун Ачба, одним из офицеров, убитых на выходе из особняка, был сокурсник Черкеса Хасана по морской школе Шюкрю-бей, попытавшийся пристыдить его за нападение на визирей.

### Последствия нападения

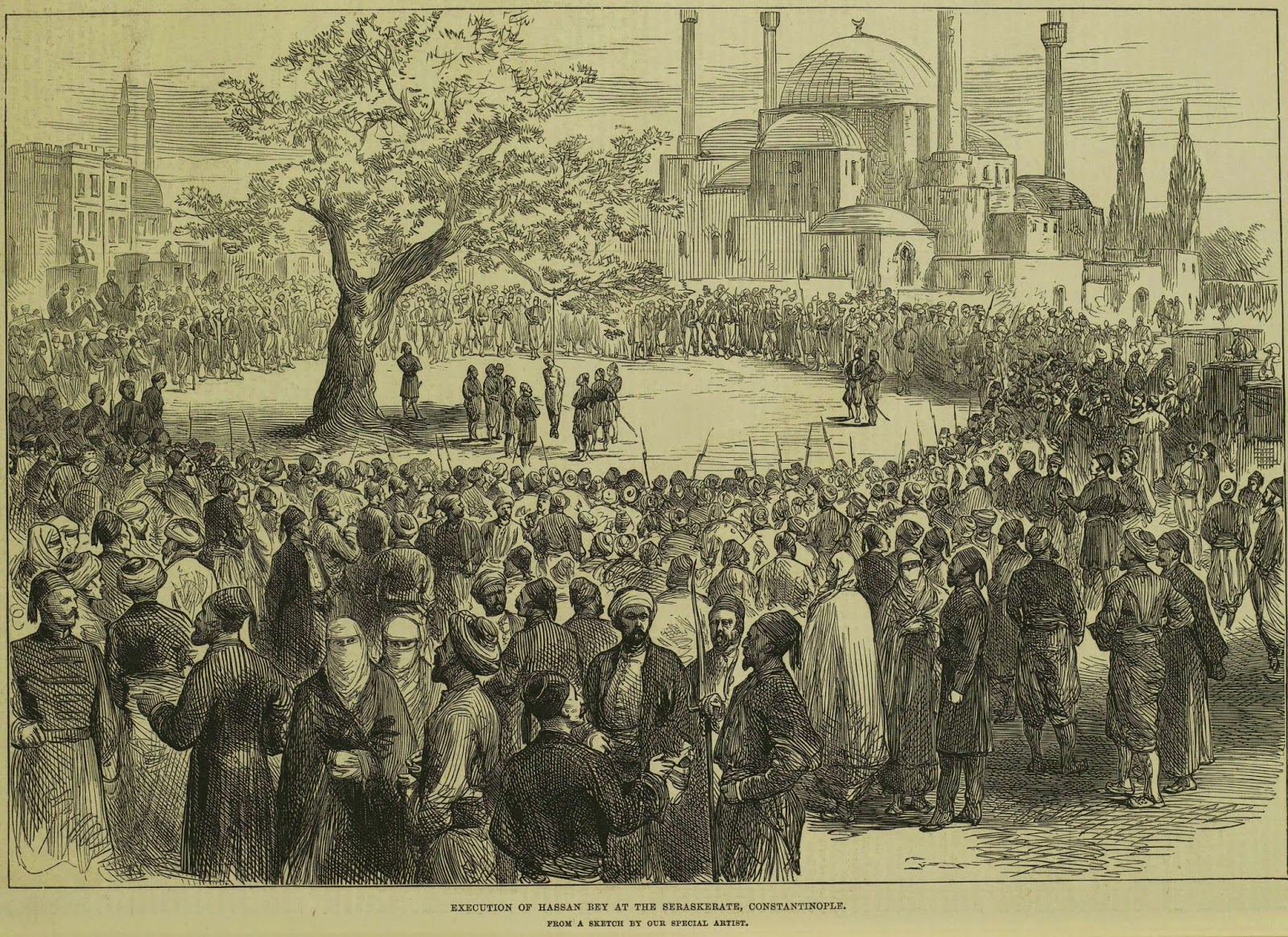
Казнь Черкеса Хасана на площади Беязыт 17/18 июня 1876 года

Суд над Черкесом Хасаном оказался весьма скоротечным: 16 июня он был приговорён к казни через повешение на площади Беязыт. Хотя сам Черкес Хасан был серьёзно ранен, он отказался от предложенного лечения. Приговор был исполнен 17 или 18 июня 1876 года: Черкеса Хасана повесили на тутовом дереве на площади Беязыт недалеко от особняка Мидхата-паши. Когда в том же году на трон взошёл Абдул-Хамид II, он приказал срубить дерево, на котором казнили Черкеса Хасана. Вопреки официальной позиции властей, в народе Хасана считали национальным героем и долго оплакивали его. Тело его было захоронено на кладбище мучеников в Эдирнекапы.
К моменту свержения зятя Хасана и восшествия на престол племянника Абдул-Азиза Мурада V, психическое состояние последнего уже было нестабильно, хотя в целом он чувствовал себя довольно хорошо. Смерть Абдул-Азиза и нападение Черкеса Хасана на людей, приведших его к власти, ввели Мурада V в глубокую депрессию, окончательно подорвавшую его психическое здоровье. Слухи о состоянии здоровья султана постепенно становилось достоянием общественности, несмотря на то, что правительство всеми силами пыталось скрыть их. В конечном итоге, после консультаций с несколькими врачами было принято решение о низложении Мурада V, правление которого продлилось всего 93 дня, из которых в здравом уме султан пробыл только семь дней.
В 1881 году по инициативе султана Абдул-Хамида II было проведено новое расследование, которое показало, что Абдул-Азиз был убит. Заказчиком убийства свергнутого султана объявили его преемника Мурада V. С 14 июня по 8 июля 1881 года были проведены заседания суда, обвиняемыми в котором выступали дожившие до этого момента участники заговора против Абдул-Азиза; в их числе был и Мидхат-паша, переживший нападение Черкеса Хасана. Почти всех основных участников заговора приговорили к смертной казни, однако султан Абдул-Хамид II смягчил наказание, заменив казнь на пожизненное заключение. Во время расследования 1881 года были также допрошены свидетели инцидента 16 июня 1876 года для выявления сообщников Черкеса Хасана. Под подозрение попали брат Хасана Осман, а также сын Абдул-Азиза Юсуф Иззеддин-эфенди, адъютантом которого был Черкес Хасан, однако следствие показало, что Хасан действовал в одиночку.